# Julius von Payer

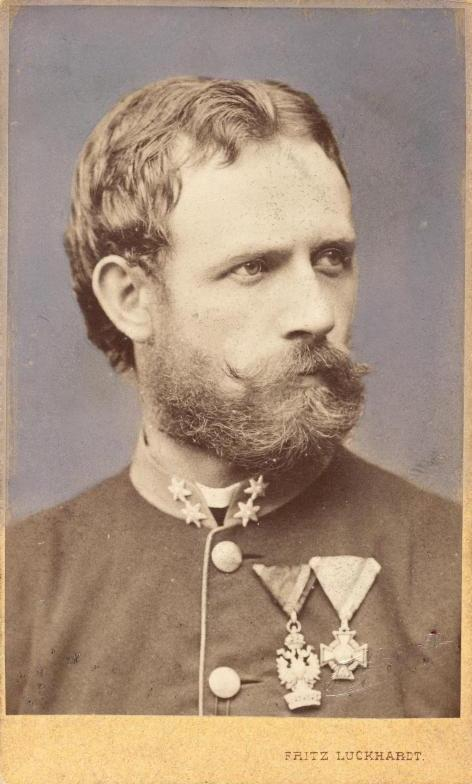
Julius von Payer (z okresu służby wojskowej, jako porucznik)

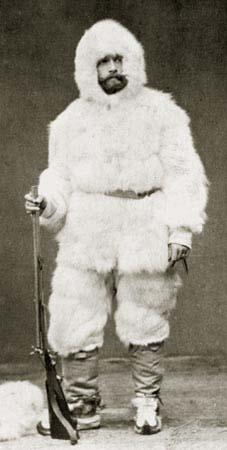
Julius von Payer w stroju polarnym

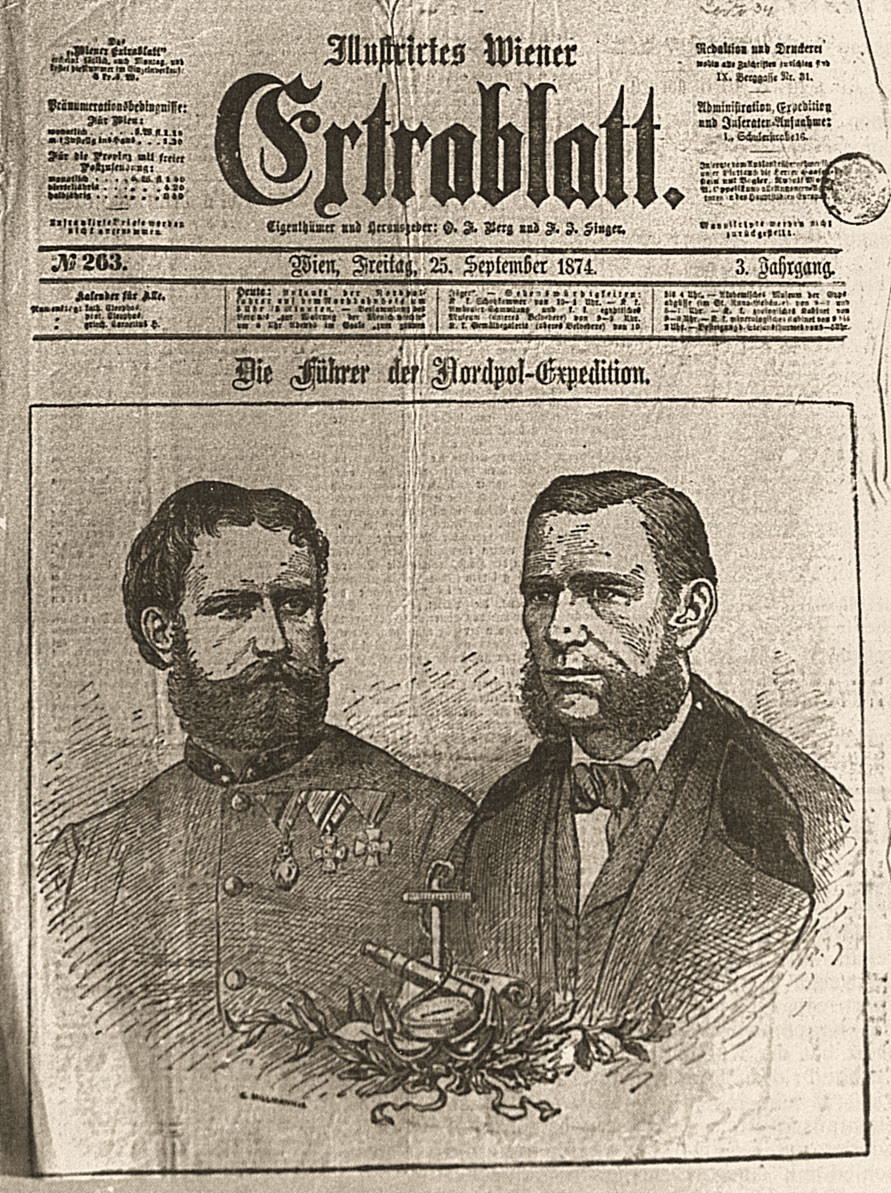
Pierwsza strona gazety „Illustriertes Wiener Extrablatt” z podobiznami Juliusa von Payera (po lewej) i Karla Weyprechta (po prawej), 1874

Julius Payer (od 1876 Julius von Payer; ur. 2 września 1841 w Schönau, zm. 19 sierpnia 1915 w Veldes, dziś Bled w Słowenii) – austriacki oficer, kartograf, alpinista i badacz polarny, pod koniec życia również malarz.

## Służba wojskowa
Był absolwentem Korpusu Kadetów Piechoty w podkrakowskim Łobzowie oraz Terezjańskiej Akademii Wojskowej w Wiener Neustadt. 24 czerwca 1859 r. jako podporucznik austriackiego 36 pułku piechoty uczestniczył w bitwie pod Solferino, po której został odznaczony. W latach 1860–1868 służył w różnych garnizonach w północnych Włoszech. Najpierw w latach 1860–1862 w Weronie, następnie jako komendant fortu Lombardo koło Chioggii. W 1864 r. został powołany na wykładowcę historii i geografii w akademii wojskowej, jednak już w roku następnym odebrano mu to stanowisko z powodu zbytniego krytycyzmu i zbyt dużej niezależności myśli. W 1866 r. po bitwie pod Custozą został ponownie odznaczony oraz awansowany do stopnia porucznika. W 1868 r. został powołany osobiście przez ministra wojny na stanowisko oficera sztabowego w Wojskowym Instytucie Geograficznym w Wiedniu, kierowanym przez Augusta von Fligely.

## Działalność alpinistyczna
Służba w garnizonach u podnóży Alp umożliwiała mu częste wyjazdy w te góry i aktywne uprawianie alpinizmu, a także podejmowanie działalności badawczej i publikacyjnej w tym zakresie. Duże znaczenie miały zwłaszcza prowadzone przez niego na tych terenach prace topograficzne. W 1868 r. uniwersytet w Halle, w uznaniu za jego dokonania w zakresie badań i publikacji dotyczących alpinizmu, nadał mu tytuł doktora honoris causa w dziedzinie filozofii.
J. Payerowi przypisywanych jest ok. 30 pierwszych wejść w masywach Großglocknera i Ortleru. Wśród nich są m.in.:
- 1863 – wejście na Großglockner nową drogą z Kals przez Glocknerleitl i Ködnitzkees;
- 1864 (15 września) – pierwsze wejście na Monte Adamello, z miejscowym przewodnikiem Giovannim Caturanim;
- 1864 (17 września) – pierwsze przejście południowo-wschodniej ściany Cima Presanella i drugie w ogóle wejście na ten szczyt, z przewodnikiem Girolamo Botterim;
- 1865 (7 września) – pierwsze wejście na Monte Cevedale, wraz z przewodnikami Johannem Pinggerem i Josephem Reinstalderem.

## Badania Arktyki
W latach 1869–1870 uczestniczył w wyprawie Karla Koldeweya do Grenlandii, w czasie której odkrył Fiord Cesarza Franciszka Józefa. W czasie austro-węgierskiej wyprawy na statku „Admiral Tegetthoff” w latach 1872–1874 z Karlem Weyprechtem odkrył Ziemię Franciszka Józefa.

## Upamiętnienie Payera
Nazwiskiem Payera nazwano schronisko, otwarte w 1875 r. przez praską sekcję Deutscher und Österreichischer Alpenverein na północnej grani Ortleru. Jego dokonania w zakresie badania krain polarnych przypominają Szczyt Payera we wschodniej Grenlandii oraz Ziemia Payera na południu Ziemi Króla Wilhelma i Grupa Payera na terenie Nowej Szwabii na Antarktydzie.